# Heliocopris japetus
Heliocopris japetus là một loài bọ cánh cứng trong họ Bọ hung (Scarabaeidae).